# Milton Keynes National Bowl
Le Milton Keynes National Bowl ou National Bowl est un amphithéâtre à ciel ouvert à Milton Keynes, dans le Royaume-Uni, pouvant accueillir jusqu'à 65 000 personnes.

## Histoire
Situé au croisement de Watling Street et de Chaffron Way, dans le sud de Milton Keynes, le site est une ancienne carrière d'argile à ciel ouvert qui servait à la fabrication de briques, qui a été rebouchée et bâti pour ressembler à un amphithéâtre en plein air sans siège. Le parking étant petit, les spectateurs sont encouragés à venir via les transports en commun : des bus font la navette depuis la gare centrale. Il est également possible de s'y rendre avec les vélos Sustrans par la route 51, à environ 2 km de la gare.
L'inauguration se fait en 1979 avec les concerts de Desmond Dekker et Geno Washington. En 1982, la reformation de Genesis avec Steve Hackett et Peter Gabriel s'y effectue. Sony et Pace achètent les lieux en 1992 pour en faire une grosse scène à spectacles et le renomment The National Bowl, avant de le revendre quatre plus tard évoquant des problèmes de rentabilité. English Partnerships le rachète en 2000 puis le laisse au consortium Gaming International/Live Nation UK, qui le gère depuis. Un plan de développement est proposé le 23 janvier 2006, mais Gaming International signe un partenariat avec Milton Keynes pour garder ouvert le National Bowl jusque 2010, ce qui laisse peu de chances de voir les travaux réalisés. Seule une structure temporaire y est construite à l'été 2010, avec une permission de trois ans.
De nouvelles suggestions seraient à l'étude pour le site en 2014 d'après la BBC, qui incluraient de construire le plus grand parc aquatique britannique et de nombreux aménagements sportifs.